# Persone di nome Jennifer
| Questa pagina contiene informazioni ricavate automaticamente dalle voci biografiche con l'ausilio del template Bio e di un bot. L'aggiornamento è periodico e automatico e ricostruisce completamente la pagina. Se manca una persona in questa lista, sei pregato di non aggiungerla, ma accertati piuttosto che la sua voce biografica contenga il template Bio e che i dati anagrafici siano correttamente compilati. Se il template Bio manca, inseriscilo tu stesso o, in alternativa, metti l'avviso {{tmp\|Bio}} che ne segnala la mancanza. Se i dati riportati sono sbagliati, correggi direttamente la voce biografica; le modifiche saranno visibili in questa lista entro pochi giorni. Per chiarimenti vedi il progetto antroponimi. La lista contiene solo le 258 persone che sono citate nell'enciclopedia e per le quali è stato implementato correttamente il template Bio. Pagina aggiornata al 16 ott 2024. |

Questa è una lista di persone presenti nell'enciclopedia che hanno il prenome Jennifer, suddivise per attività principale.

## Allenatrici di calcio(1)
- Jennifer Zietz, allenatrice di calcio e ex calciatrice tedesca (Rostock, n. 1983)

## Allenatrici di pallacanestro(1)
- Jennifer Gillom, allenatrice di pallacanestro e ex cestista statunitense (Abbeville, n. 1964)

## Astiste(1)
- Jennifer Suhr, ex astista statunitense (Fredonia, n. 1982)

## Astronaute(1)
- Jennifer Sidey, astronauta e ingegnere canadese (Calgary, n. 1988)

## Astronome(1)
- Jennifer Lotz, astronoma statunitense

## Attiviste(1)
- Jennifer Zeng, attivista e scrittrice cinese (Sichuan, n. 1966)

## Attrici pornografiche(6)
- Jennifer Andersson, ex attrice pornografica svedese (Förslöv)
- Kiki Daire, attrice pornografica statunitense (Memphis, n. 1976)
- Jennifer Dark, attrice pornografica ceca (Kolín, n. 1982)
- Jasmine Jae, attrice pornografica britannica (Birmingham, n. 1981)
- Penny Flame, ex attrice pornografica e regista statunitense (Aurora, n. 1983)
- Jennifer Welles, attrice pornografica e attrice cinematografica statunitense (n. 1937 - † 2018)

## Avvocate(1)
- Jennifer Robinson, avvocata, docente e attivista australiana (Città di Shoalhaven, n. 1981)

## Batteriste(1)
- Jen Ledger, batterista e cantante britannica (Coventry, n. 1989)

## Bobbiste(3)
- Jennifer Ciochetti, bobbista canadese (Edmonton, n. 1984)
- Jennifer Isacco, bobbista italiana (Como, n. 1977)
- Jennifer Onasanya, bobbista olandese (n. 1994)

## Calciatrici(8)
- Jennifer Beattie, calciatrice scozzese (Glasgow, n. 1991)
- Jennifer Cramer, calciatrice tedesca (Frankenberg, n. 1993)
- Jennifer Echegini, calciatrice nigeriana (n. 2001)
- Jennifer Falk, calciatrice svedese (Göteborg, n. 1993)
- Jennifer Hermoso, calciatrice spagnola (Madrid, n. 1990)
- Jennifer Klein, calciatrice austriaca (Tulln an der Donau, n. 1999)
- Jennifer Martens, calciatrice tedesca (Brema, n. 1990)
- Jennifer Oehrli, calciatrice svizzera (Berna, n. 1989)

## Canoiste(1)
- Jennifer Bongardt, ex canoista tedesca (Hagen, n. 1982)

## Cantanti(12)
- Jennifer Ayache, cantante francese (Cannes, n. 1983)
- Jennifer Brown, cantante svedese (Hjällbo, n. 1972)
- Jennifer Ewbank, cantante olandese (n. 1987)
- Jenny Frost, cantante e conduttrice televisiva britannica (Wallasey, n. 1978)
- Jennifer Hudson, cantante, attrice e imprenditrice statunitense (Chicago, n. 1981)
- Jennifer Nettles, cantante statunitense (Douglas, n. 1974)
- Jennifer Paige, cantante statunitense (Marietta, n. 1973)
- Jennifer Peña, cantante statunitense (San Antonio, n. 1983)
- Jennifer Rush, cantante statunitense (New York, n. 1960)
- Jennifer Serrano, cantante spagnola (Mieres, n. 1984)
- Jennifer Warnes, cantante statunitense (Seattle, n. 1947)
- Jennifer Hope Wills, cantante e attrice statunitense (Baltimora, n. 1973)

## Cantautrici(4)
- Jennifer Hanson, cantautrice statunitense (La Habra, n. 1973)
- Jenny Morris, cantautrice neozelandese (Tokoroa, n. 1956)
- Jennifer O'Connor, cantautrice statunitense (Putnam, n. 1973)
- Jenny Toomey, cantautrice e attivista statunitense (n. 1988)

## Cestiste(16)
- Jennifer Azzi, ex cestista e allenatrice di pallacanestro statunitense (Oak Ridge, n. 1968)
- Jenni Benningfield, ex cestista, allenatrice di pallacanestro e dirigente sportiva statunitense (Louisville, n. 1981)
- Jenny Boucek, ex cestista e allenatrice di pallacanestro statunitense (Nashville, n. 1973)
- Jennifer Butler, ex cestista statunitense (Brooklyn, n. 1981)
- Jenny Cheesman, ex cestista australiana (Adelaide, n. 1957)
- Jennifer Derevjanik, ex cestista e allenatrice di pallacanestro statunitense (Staten Island, n. 1982)
- Jennifer Digbeu, ex cestista francese (Lione, n. 1987)
- Jennifer Fleischer, ex cestista statunitense (n. 1984)
- Jennifer Hamson, ex cestista e pallavolista statunitense (Lindon, n. 1992)
- Jennifer Lacy, ex cestista statunitense (Agoura Hills, n. 1983)
- Jennifer O'Neill, cestista statunitense (New York, n. 1990)
- Jennifer Risper, ex cestista statunitense (Moreno Valley, n. 1987)
- Jennifer Rizzotti, ex cestista e allenatrice di pallacanestro statunitense (White Plains, n. 1974)
- Raegan Scott, ex cestista e allenatrice di pallacanestro statunitense (Fountain Valley, n. 1975)
- Jenni Screen, ex cestista australiana (Newcastle, n. 1982)
- Jenny Whittle, ex cestista australiana (Gold Coast, n. 1973)

## Chimiche(1)
- Jennifer Doudna, chimica statunitense (Washington, n. 1964)

## Chitarriste(1)
- Jennifer Batten, chitarrista statunitense (New York, n. 1957)

## Circensi(1)
- Jennifer Miller, circense e scrittrice statunitense (n. 1961)

## Comiche(1)
- Jennifer Saunders, comica, attrice e sceneggiatrice britannica (Sleaford, n. 1958)

## Compositrici(1)
- Jennifer Higdon, compositrice statunitense (New York, n. 1962)

## Conduttrici radiofoniche(1)
- Jennifer Pressman, conduttrice radiofonica e giornalista statunitense (New York, n. 1972)

## Danzatrici(1)
- Jennifer Cody, ballerina e attrice statunitense (Greece, n. 1969)

## Danzatrici su ghiaccio(1)
- Jennifer Wester, danzatrice su ghiaccio statunitense (Dallas, n. 1985)

## Disc jockey(1)
- Tokimonsta, disc jockey e produttrice discografica statunitense (Los Angeles, n. 1988)

## Doppiatrici(1)
- Jennifer Hale, doppiatrice canadese (Happy Valley-Goose Bay, n. 1962)

## Filosofe(1)
- Jennifer Saul, filosofa britannica (n. 1968)

## Ginnaste(1)
- Jennifer Gadirova, ginnasta britannica (Dublino, n. 2004)

## Giocatrici di calcio a 5(1)
- Jennifer Antonecchia, giocatrice di calcio a 5 e ex calciatrice italiana (Imola, n. 1988)

## Giocatrici di curling(2)
- Jenn Dodds, giocatrice di curling scozzese (Edimburgo, n. 1991)
- Jennifer Jones, giocatrice di curling canadese (Winnipeg, n. 1974)

## Giocatrici di poker(1)
- Jennifer Harman, giocatrice di poker statunitense (Reno, n. 1964)

## Giornaliste(2)
- Jen Psaki, giornalista statunitense (Stamford, n. 1978)
- Jenny Randles, giornalista e scrittrice britannica (Bacup, n. 1951)

## Golfiste(1)
- Jennifer Rosales, golfista filippina (Manila, n. 1978)

## Hockeiste su ghiaccio(3)
- Jennifer Botterill, ex hockeista su ghiaccio canadese (Ottawa, n. 1979)
- Jenny Schmidgall-Potter, hockeista su ghiaccio statunitense (Saint Paul, n. 1979)
- Jennifer Wakefield, hockeista su ghiaccio canadese (Pickering, n. 1989)

## Infermiere(1)
- Jennifer Worth, infermiera, musicista e scrittrice britannica (Clacton-on-Sea, n. 1935 - † 2011)

## Judoka(1)
- Jenny Gal, ex judoka olandese (Uccle, n. 1969)

## Karateka(1)
- Jennifer Warling, karateka lussemburghese (Lussemburgo, n. 1995)

## Martelliste(2)
- Jennifer Batu, martellista francese (Montereau-Fault-Yonne, n. 1993)
- Jennifer Dahlgren, martellista argentina (Buenos Aires, n. 1984)

## Mezzofondiste(2)
- Jenny Meadows, mezzofondista e velocista britannica (Wigan, n. 1981)
- Jennifer Simpson, mezzofondista e siepista statunitense (Webster City, n. 1986)

## Mezzosoprani(1)
- Jennifer Larmore, mezzosoprano statunitense (Atlanta, n. 1958)

## Modelle(8)
- Jennifer Barrientos, modella filippina (San Mateo, n. 1986)
- Jennifer Berry, modella statunitense (Houston, n. 1983)
- Jennifer Flavin, ex modella e imprenditrice statunitense (Los Angeles, n. 1968)
- Jennifer Hawkins, modella australiana (Newcastle, n. 1983)
- Jennifer Hof, modella tedesca (Langen, n. 1991)
- Jennifer Hosten, modella grenadina (Saint George's, n. 1947)
- Jennifer Palm Lundberg, modella svedese (Sigtuna, n. 1986)
- Jennifer Pazmiño, modella ecuadoriana (Guayaquil, n. 1987)

## Montatrici(1)
- Jennifer Lame, montatrice statunitense

## Multipliste(1)
- Jennifer Oeser, multiplista tedesca (Brunsbüttel, n. 1983)

## Musiciste(1)
- Jennifer Finch, musicista, designer e fotografa statunitense (Los Angeles, n. 1966)

## Nuotatrici(4)
- Jennifer Carroll, ex nuotatrice canadese (Montréal, n. 1981)
- Jennifer Cerquera, nuotatrice artistica colombiana (n. 1988)
- Jennifer Kemp, ex nuotatrice statunitense (Cincinnati, n. 1955)
- Jennifer Turrall, ex nuotatrice australiana (n. 1960)

## Organiste(1)
- Jennifer Bate, organista britannica (Londra, n. 1944 - † 2020)

## Ostacoliste(1)
- Jennifer Rockwell, ostacolista statunitense (Tooele, n. 1983)

## Pallanuotiste(1)
- Jennifer Pareja, pallanuotista spagnola (Olot, n. 1984)

## Pallavoliste(12)
- Jennifer Abernathy, ex pallavolista statunitense (Waukesha, n. 1984)
- Jennifer Boldini, pallavolista italiana (Castiglione delle Stiviere, n. 1999)
- Blair Brown, ex pallavolista e allenatrice di pallavolo statunitense (Purcellville, n. 1988)
- Jennifer Cross, pallavolista canadese (Scarborough, n. 1992)
- Jennifer Doris, pallavolista statunitense (Houston, n. 1988)
- Jennifer Geerties, pallavolista tedesca (Nordhorn, n. 1994)
- Jennifer Joines, ex pallavolista e allenatrice di pallavolo statunitense (Santa Clara, n. 1982)
- Jennifer Keddy, pallavolista statunitense (Roseville, n. 1991)
- Jennifer Kessy, ex pallavolista e giocatrice di beach volley statunitense (San Juan Capistrano, n. 1977)
- Jennifer Maréchal, pallavolista francese (Cosne-Cours-sur-Loire, n. 1984)
- Jennifer Nogueras, pallavolista portoricana (San Juan, n. 1991)
- Jennifer Quesada, pallavolista portoricana (Loíza, n. 1992)

## Pattinatrici artistiche su ghiaccio(1)
- Jennifer Nicks, pattinatrice artistica su ghiaccio britannica (n. 1932 - † 1980)

## Pattinatrici di velocità su ghiaccio(2)
- Jennifer Fish, ex pattinatrice di velocità su ghiaccio statunitense (Strongsville, n. 1949)
- Jennifer Rodriguez, ex pattinatrice di velocità su ghiaccio statunitense (Miami, n. 1976)

## Personaggi televisivi(1)
- JWoww, personaggio televisivo statunitense (East Greenbush, n. 1986)

## Pilote motociclistiche(1)
- Jenny Tinmouth, pilota motociclistica britannica (Chester, n. 1978)

## Pistard(1)
- Jennifer Valente, pistard e ciclista su strada statunitense (San Diego, n. 1994)

## Poetesse(1)
- Jenny Joseph, poetessa, scrittrice e giornalista britannica (South Hill, n. 1932 - † 2018)

## Politiche(8)
- Jennifer Dunn, politica statunitense (Seattle, n. 1941 - Alexandria, † 2007)
- Jennifer Granholm, politica canadese (Vancouver, n. 1959)
- Jen Kiggans, politica e infermiera statunitense (Tampa, n. 1971)
- Jennifer McCann, politica britannica
- Jennifer McClellan, politica e avvocato statunitense (Petersburg, n. 1972)
- Jenny Randerson, baronessa Randerson, politica gallese (Londra, n. 1948)
- Jenny Shipley, politica neozelandese (Gore, n. 1952)
- Jennifer Wexton, politica statunitense (Washington, n. 1968)

## Produttrici cinematografiche(1)
- Jennifer Todd, produttrice cinematografica statunitense (Los Angeles, n. 1969)

## Pugili(1)
- Jennifer Chieng, pugile micronesiana (n. 1986)

## Registe(6)
- Jennifer Abbott, regista, sceneggiatore e produttore cinematografico canadese (Montreal, n. 1965)
- Jennifer Cox, regista e attrice statunitense (New York, n. 1969)
- Jennifer Kluska, regista, animatrice e sceneggiatrice statunitense
- Jennifer Lee, regista, sceneggiatrice e produttrice cinematografica statunitense (East Providence, n. 1971)
- Jennifer Lynch, regista, sceneggiatrice e scrittrice statunitense (Filadelfia, n. 1968)
- Jennifer Yuh Nelson, regista statunitense (Corea del Sud, n. 1972)

## Saggiste(1)
- Jennifer Michael Hecht, saggista, poetessa e giornalista statunitense (Glen Cove, n. 1965)

## Scacchiste(1)
- Jennifer Yu, scacchista statunitense (Ithaca, n. 2002)

## Sceneggiatrici(1)
- Jennifer Flackett, sceneggiatrice e attrice statunitense

## Schermitrici(1)
- Jennifer Morales, schermitrice cubana (n. 1988)

## Sciatrici alpine(6)
- Jennifer Collins, ex sciatrice alpina statunitense (n. 1975)
- Jennifer Delich, ex sciatrice alpina canadese (n. 1980)
- Jennifer Kelchner, sciatrice alpina statunitense (Cazenovia)
- Jennifer Mickelson, ex sciatrice alpina canadese (n. 1978)
- Jennifer Piot, ex sciatrice alpina francese (La Tronche, n. 1992)
- Jennifer Tank, ex sciatrice alpina tedesca (n. 1985)

## Sciatrici freestyle(1)
- Jennifer Heil, sciatrice freestyle canadese (Edmonton, n. 1983)

## Scrittrici(13)
- Jennifer Armentrout, scrittrice statunitense (Martinsburg, n. 1980)
- Jennifer Baumgardner, scrittrice, attivista e produttrice cinematografica statunitense (n. 1970)
- Jennifer Lee Carrell, scrittrice statunitense (Washington, n. 1962)
- Jennifer Donnelly, scrittrice statunitense (Port Chester, n. 1963)
- Jennifer Egan, scrittrice statunitense (Chicago, n. 1962)
- Jennifer Haigh, scrittrice statunitense (Barnesboro, n. 1968)
- Jennifer Johnston, scrittrice irlandese (Dublino, n. 1930)
- Robin McKinley, scrittrice statunitense (Warren, n. 1952)
- Jennifer Nansubuga Makumbi, scrittrice ugandese (Kampala, n. 1967)
- Jennifer Pertsch, scrittrice canadese
- Jennifer Rowe, scrittrice australiana (Sydney, n. 1948)
- Jennifer Smit, scrittrice, ex discobola e pesista olandese (Subiaco, n. 1958)
- Jennifer Weiner, scrittrice, giornalista e produttrice televisiva statunitense (DeRidder, n. 1970)

## Sollevatrici(1)
- Jennifer Lombardo, sollevatrice italiana (Palermo, n. 1991)

## Soprani(1)
- Jennifer Vyvyan, soprano inglese (Broadstairs, n. 1925 - Londra, † 1974)

## Tenniste(7)
- Tracy Almeda-Singian, ex tennista statunitense (New York, n. 1979)
- Jennifer Brady, tennista statunitense (Harrisburg, n. 1995)
- Jennifer Capriati, ex tennista statunitense (New York, n. 1976)
- Jennifer Hopkins, ex tennista statunitense (Kansas City, n. 1981)
- Jennifer Mundel, ex tennista sudafricana (n. 1962)
- Jennifer Russell, ex tennista statunitense (n. 1978)
- Jenny Staley, tennista australiana (Melbourne, n. 1934 - Spagna, † 2024)

## Tuffatrici(2)
- Jennifer Abel, tuffatrice canadese (Montréal, n. 1991)
- Jennifer Chandler, ex tuffatrice statunitense (Langdale, n. 1959)

## Veliste(2)
- Jenny Armstrong, velista australiana (Dunedin, n. 1970)
- Jennifer Isler, ex velista statunitense (La Jolla, n. 1963)

## Velociste(1)
- Jenny Lamy, ex velocista australiana (Wagga Wagga, n. 1949)

## Violiniste(1)
- Jennifer Koh, violinista statunitense (Glen Ellyn, n. 1976)

## Wrestler(1)
- Jennifer Blake, wrestler canadese (Niagara Falls, n. 1983)

## Senza attività specificata(1)
- Jennifer Penney, ex ballerina canadese (Vancouver, n. 1946)